# Porto-Alegre-Tempel

Porto-Alegre-Tempel

Der Porto-Alegre-Tempel ist der hundertzweite Tempel der Kirche Jesu Christi der Heiligen der Letzten Tage und der dritte in Brasilien. Er steht auf einem Hügel im Bezirk Vila Jardim in Porto Alegre. Der Tempel überragt die Stadt ebenso wie den Hafen und den breiten Fluss. Er ist mit weißem Granit verkleidet und trägt einen Engel Moroni auf der Turmspitze. Er hat eine Fläche von 990 Quadratmetern mit zwei Ausstattungsräumen und zwei Siegelungsräumen.

## Meilensteine
| Ankündigung:        | 30. September 1997                         |
| Erster Spatenstich: | 2. Mai 1998                                |
| Weihung:            | 17. Dezember 2000 durch Gordon B. Hinckley |